# Bọ xít

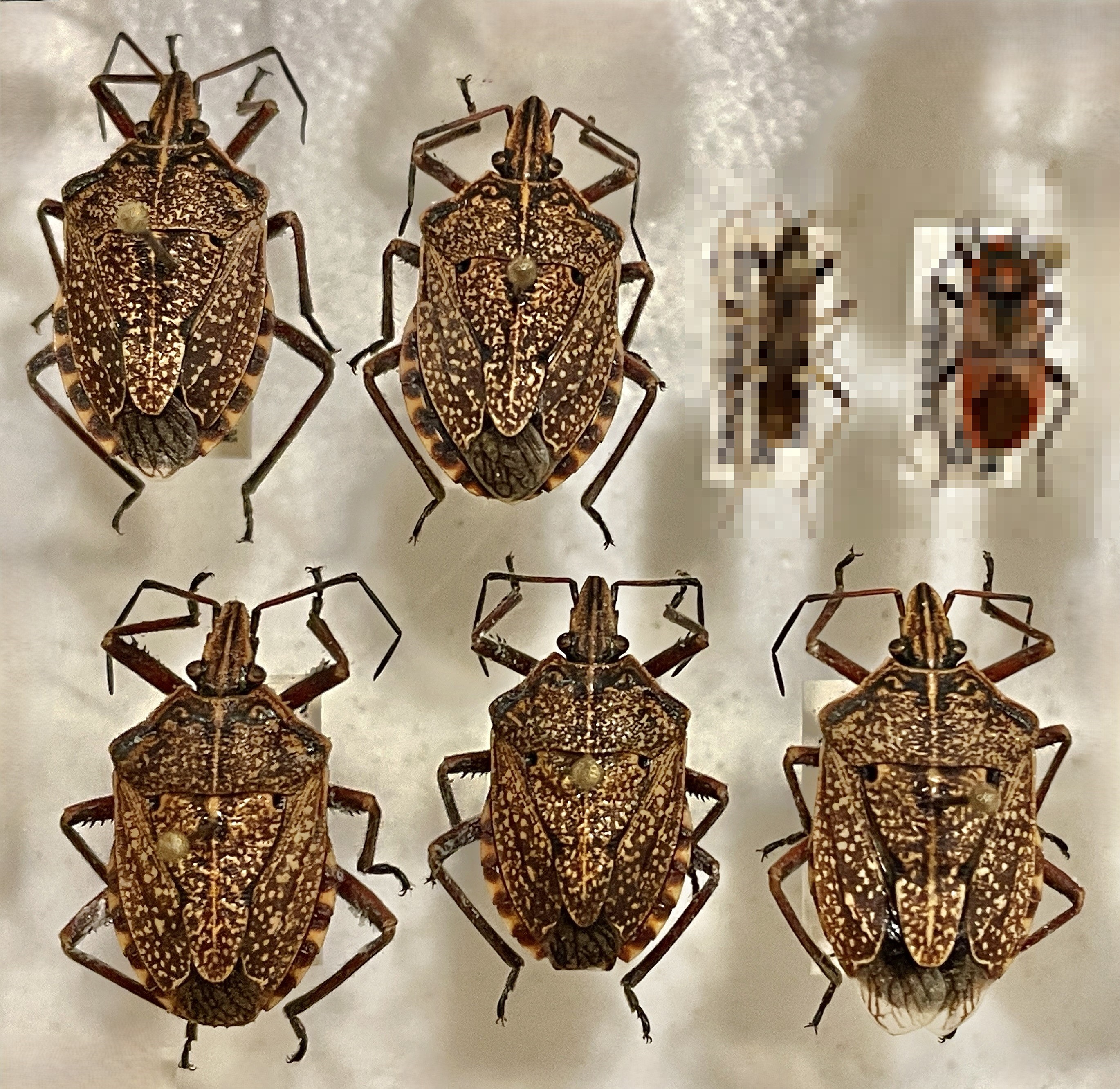
Atelocera serrata

Bọ xít (Danh pháp khoa học: Pentatomidae) là một họ côn trùng thuộc bộ cánh nửa. Trong họ này có nhiều loài được coi là có hại đối với nông nghiệp khi phá hoại cây trồng.

## Gây hại
Chúng thường gây hại khi lúa còn non ở giai đoạn mạ,lúa hồi xanh và đang đẻ nhánh. Lúa xuân muộn (tháng 3, 4) thường bị hại nặng hơn cả. Lúa gieo thẳng bị hại nặng hơn lúa cấy. Những năm khô hạn thích hợp cho bọ trĩ phát sinh rộ. Ruộng lúa càng khô hạn thì thiệt hại do bọ trĩ gây ra càng lớn. Bọ xít thường gây hại nặng ở tất cả các giai đoạn sinh trưởng của cây lúa. Trứng bọ xít bị nhiều loài ong ký sinh, đó là Anatatus aff japonicus và Oeneyrtus fongi.
Bọ xít còn hại thanh long. Hai loài bọ xít là bọ xít xanh và bọ xít đen. Hai loài bọ xít này thường gây hại cho cây thanh long từ khi cây có nụ hoa cho đến khi hình thành quả. Chúng thường bu lại thành từng đám trên nhánh non, nụ hoa, quả non để gây hại. Cả con bọ trưởng thành và con bọ ấu trùng đều gây hại cho cây thanh long bằng cách chích hút nhựa, để lại những vết chích rất nhỏ, khi quả chín chỗ vết chích xuất hiện một chấm đen, vỏ quả sần sùi, làm mất giá trị thương phẩm.

## Một số loài
- Bọ xít hôi (Leptocorisa acuta)
- Bọ xít xanh (Nezara viridula)
- Bọ xít đen (Scotinophara spp).
- Bọ xít hại nhãn vải (Tessaratoma papillosa): Sâu non và sâu trưởng thành của bọ xít vải đều hại cây. Chúng chích hút dinh dưỡng ở các chồi non, quả non, gây ra hiện tượng hoa, rụng quả.